# Петрашевич Галина Львівна
Гали́на Льві́вна Петраше́вич (10 (23) березня 1903, Дубова — 7 червня 1999) — українська скульпторка, Народна художниця УРСР (з 1964 року), одна із засновниць Спілки художників України, заслужена діячка мистецтв УРСР (з 1958 року), мати скульпторки Оксани Супрун.

## Біографічні дані
Народилася 10 (23 березня) 1903 року в селі Дубова (тепер Уманського району Черкаської області) в родині поштового службовця. Після закінчення Уманської гімназії в 1920—1923 роках навчалася в Уманській художньо-декоративній студії. Закінчила скульптурний факультет Інституту пластичних мистецтв у м. Київ (навчалася з 1925—1930 у Макса Гельмана, Бернарда Кратка та Івана Севери, Костянтина Єлеви). Після інституту працювала у галузі станкової скульптури. У своїй творчості найчастіше звертається до жіночих образів ( Українська радянська енциклопедія" Том11, 1963,  Стор 113)
Першими роботами були:
- проект пам'ятника героям революції в Києві (1927);
- пам'ятник М. М. Коцюбинському для Чернігова (1929);
- пам'ятник Ф. Г. Яновському (1929; отримав перше місце на професійному конкурсі).

Однією з перших відтворила образ молодого Шевченка.
Брала участь у виставках:
- республіканських з 1927 року;
- всесоюзних з 1938 року;
- зарубіжних з 1955 року;
- персональні:
  - Москва в 1959 році;
  - Київ в 1960 році.

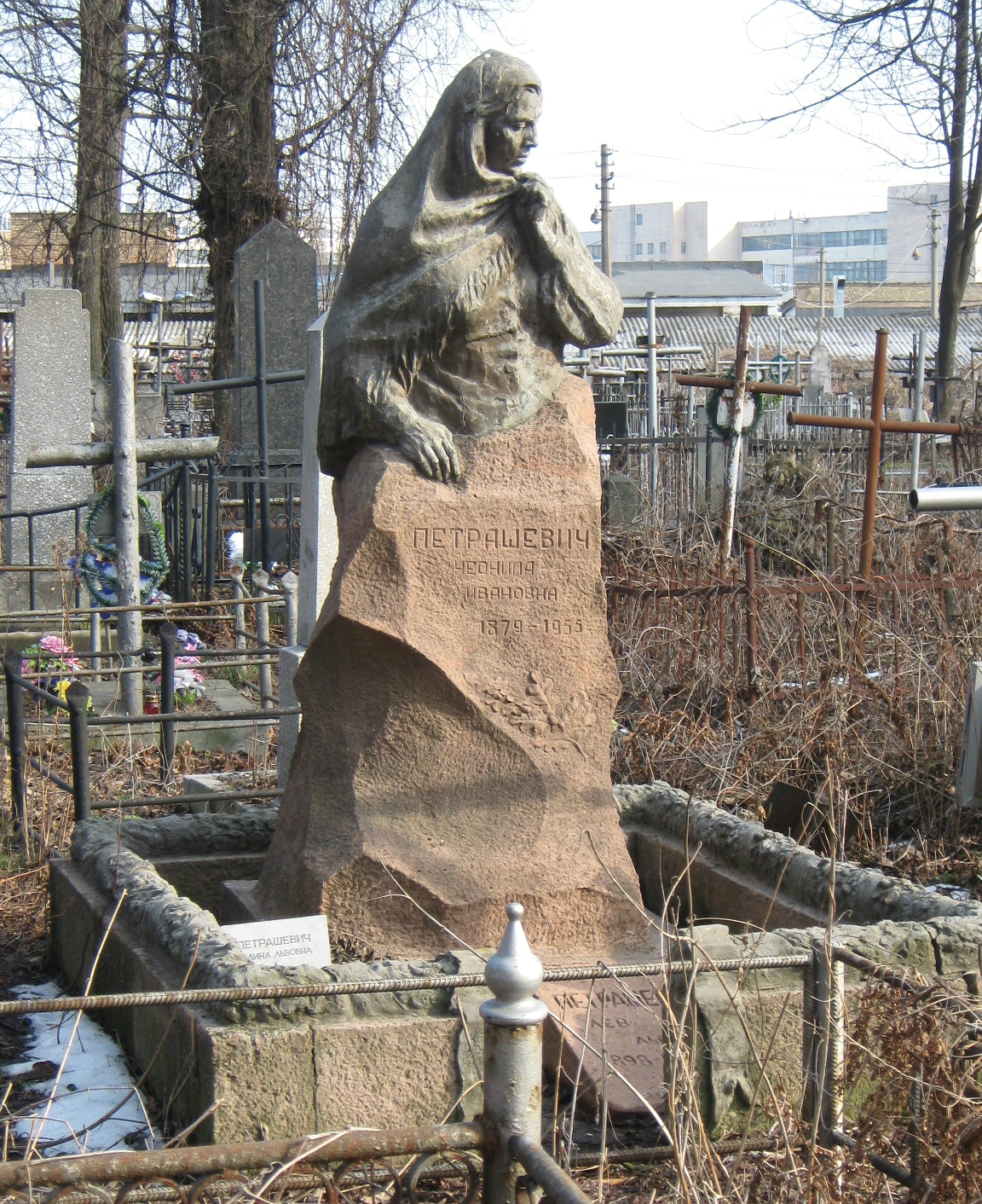
Могила Галини Петрашевич

Була членкинею КПРС (від 1944 року). Нагороджена орденом Трудового Червоного Прапора та іншими державними відзнаками.
Померла 7 червня 1999 року. Похована в Києві на Лук'янівському цвинтарі (ділянка № 27, ряд 8, місце 39) поруч з матір'ю і братом. На могилі в неї табличка , а поруч пам'ятник із цементу її матері — скульптура жінки (авторська робота Г. Петрашевич).

## Твори
- «Оксана» (1932);
- «Іспанська жінка» (1937); (Київський музей українського мистецтва)
- «Буря» (1942);
- «Знедолена» (1943); (Київський музей Т.Г. Шевченка)
- «Нескорена» (1943);
- «Пам’ятник Богдану Хмельницькому» в Чернігові (1956); Автори – скульптори І.П. Кавалерідзе, Г.Л. Петрашевич, архітектор – А.А. Карнабіда.
- Портрети:
  - О. Шовкуненка (1944);
  - С. А. Ковпака (1945); (Київський музей українського мистецтва)
  - Т.Г. Шевченка в молодості (1946); Бронза. (На подвір'ї Літературно-меморіального будинку-музеї Тараса Шевченка)
  - Г. Юри (1947);
  - Н. М. Ужвій (1956);
  - О. Кобилянської (1962);
- Композиції:
  - «Сон» (1946),
  - «Колгоспна ланка» (1951), (Львівський музей українського мистецтва)
  - «Сестри» (1954), (Донецька картинна галерея)
  - «Дитино моя» (1957), Мармур. (Донецька картинна галерея)
  - "Кріпачка"(1959) (Київський музей українського мистецтва)
  - «Чайка» (1964),
  - «Партизанка» ()1971),
  - «Леся Українка» (1986).

Твори Галини Петрашевич прикрашають площі і парки міст, експонувались на виставках в багатьох країнах світу.